# Staat (politiek)
Een staat is een hiërarchische, politieke organisatie die gezag uitoefent over een land. Het staatsgezag is gelegitimeerd door een vorm van recht, waarvan de naleving wordt afgedwongen met het geweldsmonopolie, het alleenrecht van de overheid op het gebruik van geweld.
In de politicologie wordt aan deze definitie het moderne begrip soevereiniteit toegevoegd, maar in de geschiedenis en antropologie wordt dit niet als wezenskenmerk beschouwd, zodat ook van staten kan worden gesproken vóór de moderne tijd.

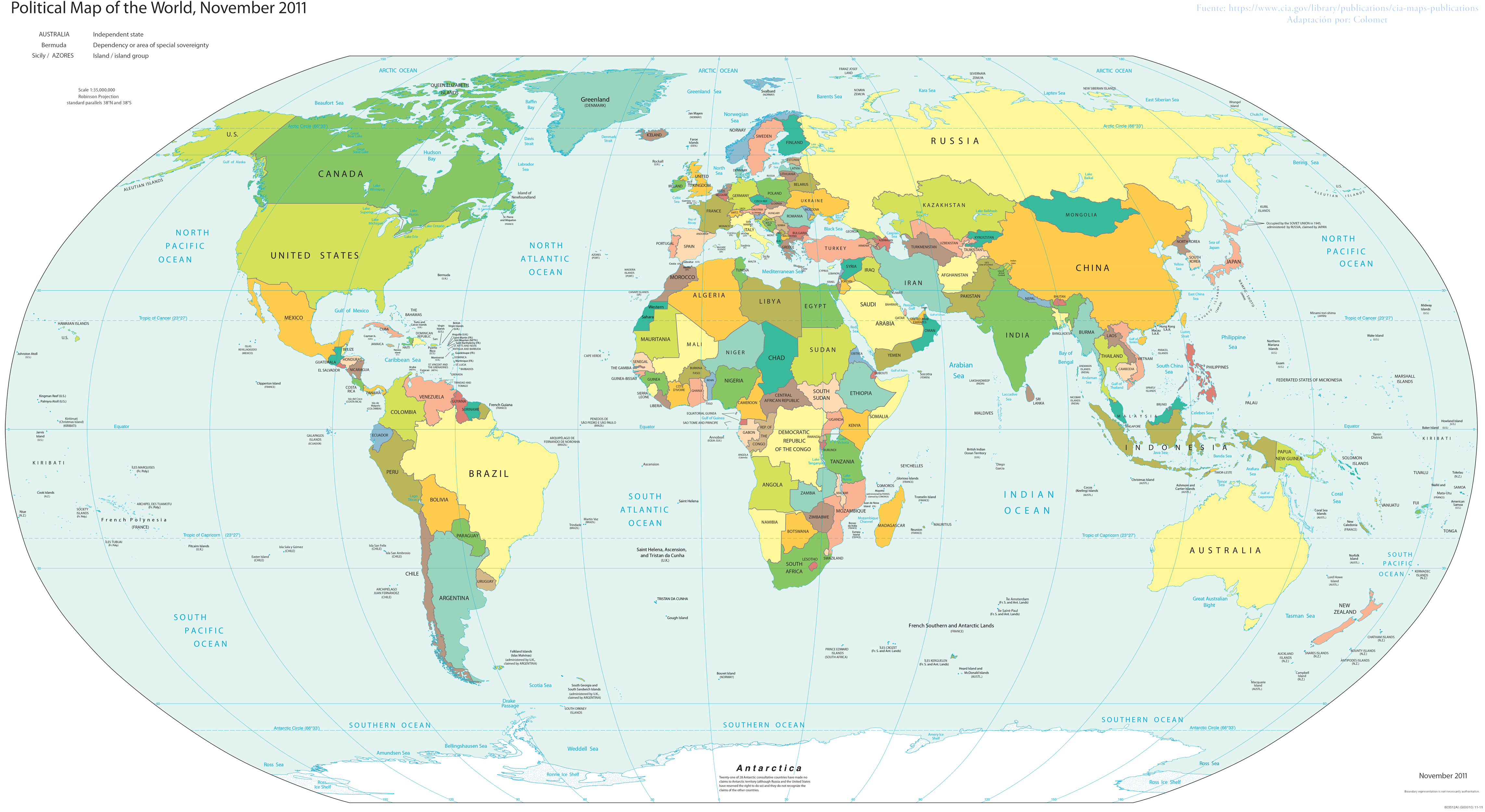
Staatkundige kaart van de Wereld

Een gebruikelijk synoniem is land, maar dat woord heeft meer betekenissen zoals: stuk landbouwgrond, persoonlijk onroerend goed, tegengestelde van zee. Het komt voor dat een staat (gedwongen of vrijwillig) een deel van zijn machtsmiddelen overdraagt aan een andere staat, of dat staten, via een federaal of confederaal-verband, een deel van hun machtsmiddelen overdragen aan een overkoepelende staat. In het laatste geval worden ze deelstaten van het overkoepelende verband.

## Oorsprong van de term
Het woord staat verkreeg zijn algemeen gebruik dankzij de verspreiding en het aanzien van De vorst van Niccolò Machiavelli, dat als volgt begint: Alle staten en domeinen die de mensheid beheersten of beheersen, zijn republieken of monarchieën. Op dat moment werd het woord al gebruikt; sinds de 15de en de 16de eeuw was de betekenis van het Latijnse status al verschoven van "toestand" tot de huidige betekenis van staat - anders had Machiavelli het woord niet zonder verklaring in die betekenis kunnen gebruiken. Tot dan was de hoogste organisatievorm van een groep mensen op een territorium aangeduid met de termen civitas, als vertaling van het Griekse polis, en res publica (vgl. "republiek"), wat bij Romeinse auteurs sloeg op het geheel van alle politieke instellingen.

## Componenten van de staat
De moderne staat is samengesteld uit een aantal specifieke elementen die hem zijn voornaamste karakteristieken geven. Deze elementen zijn (volgens het internationale recht):
- Bevolking
- Grondgebied
- Politieke en wettelijke organisatie

### Bevolking
De bevolking bestaat uit onderdanen van de staat. Deze onderdanen vormen één of meer volk(eren) of naties. Hoewel we het in de 21e eeuw in de Westerse wereld bijna als vanzelfsprekend beschouwen dat een staat één natie samenbindt en vertegenwoordigt, is dit niet altijd het geval. Er bestaan ook plurinationale staten of meervolkerenstaten. Als een staat één natie samenbindt en vertegenwoordigt, wordt ook wel van een nationale staat of natiestaat gesproken. Het begrip nationaliteit wordt soms gebruikt om aan te duiden dat iemand een onderdaan is van een bepaalde staat, ook al strekt het gezag van deze staat zich uit over meer volken of naties.

### Grondgebied
Het grondgebied bepaalt de geografische zone waarin de staat zijn bevoegdheden kan uitoefenen. Hieruit volgt een van de voornaamste zorgen van de staat, namelijk het afbakenen van zijn territorium, zowel ter land, ter zee als in de lucht. Deze bepaling heet ook wel het territorialiteitsbeginsel.
Voor de oude staten stelt het bepalen van grenzen geen problemen. Voor de jongere staten die bijvoorbeeld hun grenzen na de koloniale periode hebben gekregen, of nog recenter wat de voormalige Sovjetstaten betreft, is dat echter niet zo voor de hand liggend. Bovendien staan enkele elementen van de afbakening geregeld ter discussie.

### Politieke en wettelijke organisatie
De politieke en wettelijke organisatie is bedoeld om het behoud en de continuïteit van de natie op haar grondgebied te garanderen. Deze organisatie vertoont drie kenmerken:

#### Morele persoonlijkheid
De staat is een entiteit, voorzien van machten en rechten met een eigen en onafhankelijk bestaan t.o.v. zijn leden, en in het bijzonder van zijn bestuurders. De staat is permanent: de veranderingen die opduiken bij zijn samenstelling hebben geen invloed op zijn bestaan, noch op de duur van zijn beslissingen.

#### Soevereiniteit
Een staat is soeverein als hij zijn gezag niet ontvangt van een andere sociale organisatie en er geen enkele andere sociale groep bestaat die superieur is aan de staat. De staat is soeverein zowel in het internationale als in het interne bestel. Soevereiniteit kan echter wel vrijwillig worden beperkt. Dit gebeurt door o.a. Niue en de Cookeilanden, die aan Nieuw-Zeeland vragen hun buitenlandse zaken te regelen.
Om zich te doen respecteren heeft de staat het monopolie van de georganiseerde dwang in handen (gerechtsapparaat, politie, leger). Volgens Max Weber wordt de staat trouwens gedefinieerd door het monopolie van de wettelijke toepassing van geweld.

#### Uitoefening van de machten
Men kan de machten van de staat in twee grote categorieën verdelen:
- De macht om de samenleving te organiseren: de staat kan aan de hand van wettelijke bepalingen de activiteiten van zijn burgers reglementeren.
- De macht om op bepaalde vlakken initiatieven te nemen: zo levert de staat aan de gemeenschap diensten en goederen (deze functie is momenteel belangrijker dan in de 19e eeuw).

## Ontstaan en evolutie
De oudste voorbeelden van staten zijn de stadstaten van de klassieke oudheid (in Mesopotamië, het Oude Egypte en het Oude Griekenland) en van Meso-Amerika. In het 4de millennium v.Chr. brachten de landbouwgronden in Mesopotamië en in Egypte een voldoende hoog overschot op om staatsvorming mogelijk te maken, door de bouw en het systematische onderhoud van een uitgebreid irrigatiesysteem. Die activiteiten vereisten op hun beurt een vorm van centraal gezag. Een bevoorrechte priesterklasse oefende de macht uit en nam de verantwoordelijkheid voor het juiste contact met de goden. In Sumerië was de monarch (de lugal) de vertegenwoordiger van God op aarde; in Egypte was de farao zelf een god. Klimaatveranderingen, en met name langdurige droogtes, luidden niet alleen hongersnood in, maar ook politieke onrust.
Imperiumstaten, zoals het Babylonische en het Romeinse Rijk, ontstonden door geleidelijke veroveringen vanuit een stadstaat. Ook in de late Middeleeuwen en in de Nieuwe Tijd zijn stadstaten de eerste soevereine eenheden die zich onttrekken aan het feodale gezag.
De moderne staat, gebaseerd op het legitiem geweldmonopolie binnen een welomschreven grondgebied, ontstond als begrip in het internationale recht in de 19e eeuw. Sinds het einde van de 18de eeuw bestaat er een sterk verband tussen de staat en de natie: de natiestaat ontleent zijn legitimiteit aan het zelfbeschikkingsrecht der volkeren (nationalisme).

## Uiteenlopende perspectieven
Debatten over de rol van de staat worden vaak bemoeilijkt door onenigheid over wat de staat precies is. Wetenschappers hebben bovendien gewezen op de tweezijdige natuur van de staat: enerzijds naar binnen, als houder van het gezag, en anderzijds naar buiten, als legitieme speler in een internationale context.

### Marxistisch perspectief
Het communisme heeft de staat al vroeg, in de geschriften van Karl Marx en Friedrich Engels, beschouwd als nauw verweven met het kapitalisme. Historisch is de relatie tussen de staat en het kapitaal door marxisten vanuit verschillende perspectieven beschreven:
- instrumentalisme: de moderne staat is het instrument waarmee de leidende klasse de stabiliteit van het klassensysteem handhaaft;
- structuralisme: de staat moet de sociale structuur van de kapitalistische maatschappij (de productieverhoudingen) beschermen en herstellen in zoverre dit niet vanzelf bereikt wordt door economische processen;
- derivationisme: de diverse staatsvormen in de geschiedenis weerspiegelen de onderliggende logica van de ontwikkeling van het kapitalisme.

De bolsjewistische leiders in de Russische Revolutie waren dan ook aanvankelijk niet van plan een socialistische staat te stichten; hun streven naar een internationale arbeidersopstand mondde uit in dure gewapende conflicten met de anticommunistische regeringen in de buurlanden en grootmachten zoals het Verenigd Koninkrijk. Dit streven eindigde formeel in 1924 toen Jozef Stalin de doctrine aannam van het socialisme in één land, feitelijk de oprichting van de socialistische staat.

### Liberale democratie
Volgens David Held wordt het staatsbegrip vaak verbonden met de notie van een onpersoonlijke en bevoorrechte juridische of constitutionele orde die de mogelijkheid bezit een gegeven grondgebied te beheren en te beheersen. De Wereldbank publiceerde in 1997 de volgende definitie:
[...] een verzameling instellingen die de middelen tot legitieme dwang bezitten, uitgeoefend over een welbepaald grondgebied en zijn bevolking, maatschappij genoemd. De staat eist het alleenrecht op tot het vestigen van regels op zijn grondgebied door middel van een georganiseerde regering.
De liberaal-democratische traditie interpreteert de rol van de staat in termen van een instelling die haar legitimiteit ontleent aan het feit dat ze verantwoording aflegt aan de bevolking door een systeem van representatieve democratie. De democratische staat geniet soevereiniteit over zijn grondgebied, maar is op zijn beurt onderworpen aan de volkssoevereiniteit van de kiezers van wie ze het openbaar belang moet verdedigen.